# Władcy Turyngii

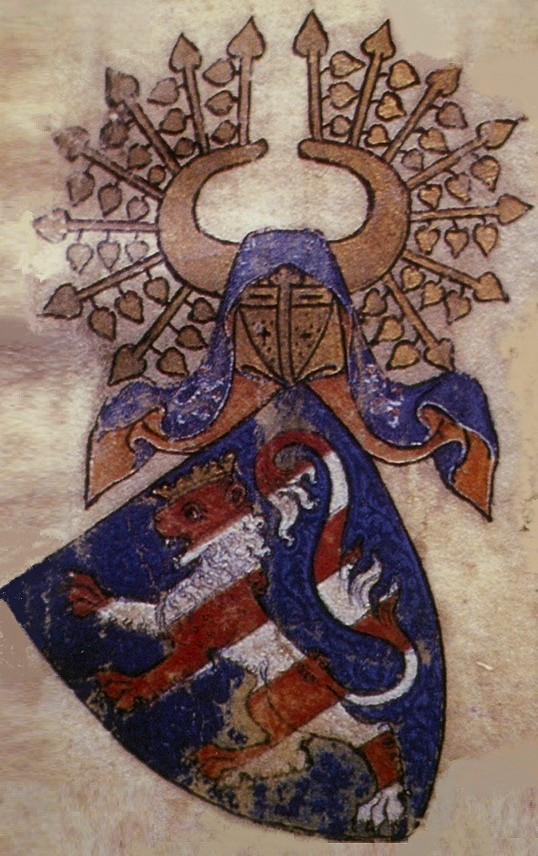
Herb Turyngii

Chronologiczna lista władców Turyngii

## Królowie Turyngii
- 450–500: Bisinus
- 500–530: Baderich, Berthachar i Herminafried
- 530–531: Herminafried
- 531–634: ...

## Książęta Turyngii
- 634–642: Radulf
- 642–687: Heden I
- 687–689: Gozbert
- 689–719: Heden II
- 719–849: ...
- 849–874: Thakulf
- 874–880: Radulf II
- 880–892: Poppo
- 892–906: Konrad
- 906–907: ...
- 907–908: Burchard von Wettin
- 908–1000: ...

## Margrabiowie Turyngii
- 1000–1002: Ekkehard I
- 1002–1003: Wilhelm II
- 1003–1046: ...
- 1046–1062: Wilhelm IV
- 1062–1067: Otto I (margrabia Turyngii)
- 1067–1090: Ekbert II
- 1090–1111/1112: ...

## Landgrafowie Turyngii

### Dynastia Winzenburgerów
- 1111/1112–1122: Herman I
- 1122–1130: Herman II

### Dynastia Ludowingów
- 1130–1140: Ludwik I
- 1140–1172: Ludwik II Żelazny
- 1172–1190: Ludwik III Pobożny
- 1190–1217: Herman I
- 1217–1227: Ludwik IV Święty
- 1227–1241: Herman II
- 1241–1242: Henryk Raspe

### Dynastia Wettynów
- 1242–1265: Henryk Dostojny, margrabia Miśni
- 1265–1294: Albrecht II Wyrodny

### Dolna Turyngia
- 1294–1298: Adolf z Nassau
- 1298–1307: Albert Habsburg

### Dynastia Wettynów
- 1298–1307: Dytryk (Diezmann)
- 1298–1323: Fryderyk I Dzielny, margrabia Miśni
- 1323–1349: Fryderyk II Poważny, margrabia Miśni
- 1349–1381: Fryderyk III Srogi
- 1349–1382: Wilhelm I Jednooki, margrabia Miśni
- 1349–1406: Baltazar
- 1406–1440: Fryderyk IV
- 1440–1445: Fryderyk V Łagodny, elektor Saksonii
- 1440–1482: Wilhelm II, książę Luksemburga
- 1482–1485: Albrecht Odważny, książę Saksonii
- 1482–1486: Ernest, elektor Saksonii
- 1486–1525: Fryderyk VI Mądry, elektor Saksonii
- 1525–1532: Jan Stały, elektor Saksonii
- 1532–1547: Jan Fryderyk I, elektor Saksonii